# Ріо-Гранде (Огайо)
Ріо-Гранде (англ. Rio Grande) — селище (англ. village) в США, в окрузі Галлія штату Огайо. Населення — 724 особи (2020).

## Географія
Ріо-Гранде розташоване за координатами 38°52′50″ пн. ш. 82°22′46″ зх. д. / 38.88056° пн. ш. 82.37944° зх. д. (38.880573, -82.379383).  За даними Бюро перепису населення США в 2010 році селище мало площу 3,54 км², з яких 3,51 км² — суходіл та 0,03 км² — водойми.

## Демографія
Згідно з переписом 2010 року, у селищі мешкало 830 осіб у 223 домогосподарствах у складі 142 родин. Густота населення становила 234 особи/км².  Було 292 помешкання (82/км²).
Расовий склад населення:
| - 87,2 % — білих - 8,8 % — чорних або афроамериканців - 0,6 % — азіатів - 0,2 % — корінних американців |

До двох чи більше рас належало 2,4 %. Частка іспаномовних становила 1,3 % від усіх жителів.
За віковим діапазоном населення розподілялося таким чином: 16,0 % — особи молодші 18 років, 76,7 % — особи у віці 18—64 років, 7,3 % — особи у віці 65 років та старші. Медіана віку мешканця становила 21,9 року. На 100 осіб жіночої статі у селищі припадало 101,5 чоловіків;  на 100 жінок у віці від 18 років та старших — 99,1 чоловіків також старших 18 років.
Медіана доходів становила 30 781 долар для чоловіків та 29 375 доларів для жінок. За межею бідності перебувало 56,5 % осіб, у тому числі 61,3 % дітей у віці до 18 років та 0,0 % осіб у віці 65 років та старших.
Цивільне працевлаштоване населення становило 317 осіб. Основні галузі зайнятості: освіта, охорона здоров'я та соціальна допомога — 45,1 %, роздрібна торгівля — 17,7 %, мистецтво, розваги та відпочинок — 12,9 %.